# 1965 w polityce
Wydarzenia polityczne w 1965 roku.

## Styczeń
- 13 stycznia – amerykańskie bombowce zaatakowały jeden z ważniejszych mostów na tzw. Szlaku Ho Chi Minha. Drogę tę wykorzystywały władze wojskowe Demokratycznej Republiki Wietnamu do zaopatrywania oddziałów Vietcongu i działającej w Laosie partyzantki komunistycznej[1].

## Luty
- 2 lutego – wydano wyrok śmierci dla Stanisława Wawrzeckiego, głównego oskarżonego w aferze mięsnej[2].
- 7 lutego – oddziały Vietcongu rozpoczęły akcję przeciwko bazom lotniczym i zgrupowaniem oddziałów amerykańskich w Wietnamie Południowym[1].

## Marzec
- 18 marca – Jacek Kuroń i Karol Modzelewski opublikowali list otwarty do członków PZPR[3].

## Maj
- 3 maja – książę Kambodży Norodom Sihanouk ogłosił decyzję swojego kraju o zerwaniu stosunków dyplomatycznych z USA, zarzucając Amerykanom wspieranie bombardowań oddziałów Vietcongu na terenie Kambodży dokonywanych przez Wietnam Południowy[1].

## Czerwiec
- 8 czerwca – Departament Stanu Stanów Zjednoczonych poinformował, że prezydent Lyndon B. Johnson zapowiedział użycie wojsk lądowych do walki z oddziałami Vietcongu[1].
- 19 czerwca – w Algierii po zamachu stanu władzę przejęła Rada Rewolucyjna. Na jej czele stanął Huari Bumedien[1].

## Sierpień
- 9 sierpnia – po rozmowach przedstawicieli Singapuru i rządu Malezji obie strony podpisały porozumienie, na mocy którego Singapur ogłosił niepodległość[1].

## Wrzesień
- 1 września – rząd Chińskiej Republiki Ludowej uznał Tybet za region autonomiczny, potwierdzając aneksję dokonaną w 1950 roku[1].

## Październik
- Pokojową Nagrodę Nobla otrzymał UNICEF[1].

## Listopad
- 18 listopada – biskupi polscy wystosowali orędzie „do niemieckich Braci w Chrystusie”, zapraszając do rozmów przed tysiącleciem chrztu Polski. Orędzie stało się przyczyną napaści władz Polski Ludowej na Kościół katolicki[1].

## Grudzień
- 8 grudnia – papież Paweł VI zamknął obrady soboru watykańskiego II[1].

## zmarli
- 24 stycznia – Winston Churchill, premier Wielkiej Brytanii[4].
- 24 września – Bolesław Dąbrowski, polski działacz związkowy.